# Monolatrismo
El monolatrismo o monolatría (del griego: μόνος (monos) = único, y λατρεία (latreia) = adoración) es el concepto religioso por el cual se creen en varias deidades, pero hay una superior a las demás. 
El monolatrismo se distingue del monoteísmo, que afirma la existencia de un solo dios, y del henoteísmo, sistema religioso en que el creyente venera un solo dios sin negar que otros creyentes puedan venerar dioses diferentes de igual validez.

## Historia
El faraón Akenatón, que inicialmente fue llamado Amenhotep IV, introdujo inicialmente el Atonismo en el año cinco de su reinado (1348-1346 aC) . Akenatón elevó a Atón, una vez una deidad solar relativamente olvidado que representaba el disco solar, al estado de deidad suprema en la religión del antiguo Egipto.
El año cinco marcó el inicio de la construcción de una nueva capital, Ajetatón (Horizonte de Atón) como evidencia de su nuevo culto. Además de construir una nueva capital en honor a Atón, también supervisó la construcción de algunos de los complejos de templos más grandes del antiguo Egipto.
En su noveno año de gobierno, Akhenaton declaró una versión más radical de su nueva religión, declarando que Atón no era simplemente el dios supremo del panteón egipcio, sino el único dios, siendo Akenatón el único intermediario entre Dios y la humanidad.

Se considera también que los antiguos israelitas fueron monólatras antes de ser monoteístas, debido a las alusiones a otros dioses en ciertas partes de la Biblia.  Deuteronomio 32:8 parece implicar que los antiguos israelitas creían en un inicio que su dios era nacional mientras otras naciones tendrían sus propios dioses igualmente existentes.